# سیارک ۱۰۴۴۹
سیارک ۱۰۴۴۹ (به انگلیسی: 10449 Takuma، نامگذاری:1936UD) ده هزار و چهارصد و چهل و نهمین سیارک کشف شده‌است که در ۱۶ اکتبر ۱۹۳۶ و در نیس کشف شد.